# فليش والون للسيدات 2013
فليش والون للسيدات 2013 (بالإنجليزية: 2013 La Flèche Wallonne Féminine)‏ هو سباق دراجات هوائية، وهو الموسم رقم 16 من السباق، وأقيم في 17 أبريل 2013، وامتدّ لمسافة 131.5 كيلومتر، وهو أحد سباقات كأس العالم لسباق الدراجات على الطريق للنساء 2013.
.

## الفرق
| فرق سيدات محترفة (20)- بيبينك ‏ - بيزكايا دورانجو 2013 ‏ - إس دي وركس ‏ - Cyclelive Plus–Zannata ‏ - Estado de México–Faren Kuota ‏ - ساس ماكوجيب ‏ - هايتك بوردكتس-يو سي كيه 2013 ‏ - لوتو-بيليسول للسيدات 2013 ‏ - يو أي أيه تيم ‏ - Liv AlUla Jayco ‏ - أيه آر مونكس برو سيكلينج للسيدات ‏ - ليف ريسينغ ‏ - RusVelo Women's Team ‏ - Sengers Ladies Cycling Team ‏ - كانيون–إس آر إيه إم ‏ - تيم أرغوس-شيمانو 2013 ‏ - Lensworld–Kuota ‏ - Experza–Footlogix Ladies Cycling Team ‏ - FDJ–Suez ‏ - Wiggle High5 Pro Cycling ‏ فرق وطنية (2)- فريق فرنسا لركوب الدراجات للسيدات 2013 ‏ - فريق الولايات المتحدة لركوب الدراجات للسيدات 2013‏ |  |
| |  |

## التصنيف العام النهائي
| التصنيف العام | التصنيف العام      | التصنيف العام    | التصنيف العام         | التصنيف العام |        |
| الدراج        | الدراج             | البلد            | الفريق                | الوقت         | السرعة |
| ------------- | ------------------ | ---------------- | --------------------- | ------------- | ------ |
| 1.            | ماريان فوس         | هولندا           | Rabo Women            | 3 س 34 د 32 ث |        |
| 2.            | إليسا ونغو بورغيني | إيطاليا          | Hitec Products UCK    | + 0 ث         |        |
| 3.            | آشلي مولمان        | جنوب أفريقيا     | Lotto Belisol Ladies  | + 0 ث         |        |
| 4.            | أنا فان دير بريغين | هولندا           | Sengers Ladies        | + 6 ث         |        |
| 5.            | إيما جوهانسون      | السويد           | Orica-AIS             | + 6 ث         |        |
| 6.            | إيلين فان دايك     | هولندا           | Specialized-Lululemon | + 19 ث        |        |
| 7.            | ألينا أمياليوسيك   | روسيا البيضاء    | BePink                | + 25 ث        |        |
| 8.            | أمبر نبين          | الولايات المتحدة | Pasta Zara-Cogeas     | + 28 ث        |        |
| 9.            | تيفاني كرومويل     | أستراليا         | Orica-AIS             | + 33 ث        |        |
| 10.           | Jessie Daams ‏      | بلجيكا           | Boels Dolmans         | + 33 ث        |        |

## وصلات خارجية
- الموقع الرسمي
- فليش والون للسيدات 2013 على موقع إحصائيات الدراجات الإحترافية (الإنجليزية)